# Dragon Ball Z
Dragon Ball Z (jap. ドラゴンボールZ(ゼット) Doragon Bōru Zetto) – japoński serial animowany, kontynuacja Dragon Ball opartego na mandze o tym samym tytule stworzonej przez Akirę Toriyamę. Seria opowiada o kolejnych przygodach Son Gokū i jego przyjaciół. Bohaterowie stają się coraz silniejsi i muszą stawiać czoła coraz to potężniejszym przeciwnikom. Anime zostało wyprodukowane przez Toei Animation. Było oryginalnie emitowane na kanale Fuji TV od 26 kwietnia 1989 do 31 stycznia 1996 i liczyło łącznie 291 odcinków.

## Fabuła
Fabuła Dragon Ball Z pokrywa się z rozdziałami 195–519 mangi Dragon Ball. W oryginalnej wersji japońskiej podzielona jest ona na 4 sagi, jednak można również spotkać się z innymi podziałami.
Pierwsza saga, znana jako Saga Saiyan, przedstawia przybycie na Ziemię brata Gokū, Raditza, który ujawnia prawdziwe pochodzenie bohatera. Po pokonaniu Raditza pojawiają się kolejni Saiyanie: Vegeta i Nappa, zagrażając planecie. Gokū i jego towarzysze podejmują heroiczną walkę, aby ich powstrzymać.
W Sadze Freezera bohaterowie udają się na planetę Namek w poszukiwaniu Smoczych Kul, które mogą wskrzesić poległych przyjaciół. Tam stawiają czoła tyranowi Freezerowi, który dąży do nieśmiertelności. W decydującym starciu Gokū osiąga formę Super Saiyanina, pokonując przeciwnika.
Kolejna część, Saga Komórczaka, wprowadza androidy stworzone przez doktora Gero, pragnącego zemsty na Gokū. Najgroźniejszym z nich jest Komórczak, który absorbuje inne androidy, by osiągnąć doskonałą formę. Ostatecznie syn Gokū, Gohan, pokonuje Komórczaka, ratując Ziemię.
Ostatnia saga, Saga Buu, przedstawia starcie z magicznym stworzeniem o imieniu Buu, obudzonym przez czarnoksiężnika Babidiego. Buu przechodzi przez różne formy, siejąc zniszczenie. Dzięki współpracy bohaterów, zwłaszcza Gokū i Vegety, udaje się go pokonać, przywracając pokój na świecie.

## Obsada głosowa wersji oryginalnej
- Son Goku, Son Gohan, Son Goten, Bardock, Vegetto, Gotenks: Masako Nozawa
- Bulma, Zachodnia Kaioshin, Bra: Hiromi Tsuru
- Oolong, Karin, Bubbles : Naoki Tatsuta
- Yamcha, Saibaiman: Tōru Furuya
- Pu'ar, Chichi (odc. 88-291): Naoko Watanabe
- Genialny Żółw: Kōhei Miyauchi (odc. 1-260), Hiroshi Masuoka (odc. 288-291)
- Umigame, Gyumao, Mr. Satan, Lord Enma: Daisuke Gōri
- Chichi: Mayumi Shō (odc. 1-66)
- Krillin, Yajirobe, Uranai Baba (Buu saga): Mayumi Tanaka
- Lunch: Mami Koyama
- Vegeta, Vegetto: Ryō Horikawa
- Piccolo: Toshio Furukawa
- Tenshinhan, sędzia TB (Buu saga): Hirotaka Suzuoki
- Jiaozi, Mama Bulmy aka Panchy/Bikini (odc. 170), matka Idasy: Hiroko Emori
- Bóg, Szatan Piccolo (Flashbacki): Takeshi Aono
- Mr. Popo, Południowy Kaio: Toku Nishio
- Król Światów, Król Ziemi, Babidi, Dziadek Gohan (DBZ 288), Dr. Brief: Jōji Yanami
- Trunks, Upa (DBZ 285), Pigero: Takeshi Kusao
- Raditz, Garlic jr: Shigeru Chiba
- Nappa, Ósemek: Shōzō Iizuka
- Frizer: Ryūsei Nakao
- Nail: Katsuji Mori
- Dende, Marron, Cargo: Tomiko Suzuki
- Wódz Nameczan: Junpei Takaguchi, Masaharu Satō
- Ginyu: Hideyuki Hori
- Dr Gero, starszy człowiek z opowieści Cella: Kōji Yada
- Android #19, Dodoria, Północny Kaioshin, Robak w ciele Buu: Yukitoshi Hori
- Android #17: Shigeru Nakahara
- Android #18: Miki Itō
- Android #16, Gashew, Paikuhan: Hikaru Midorikawa
- Cell: Norio Wakamoto
- Byczy Lucyfer, Mr. Satan, Saiyan z przeszłości (Onion), Umigame, Enma, King Cold (Pierwsze wystąpienie), Vinegar, Gozu (odcinek 280): Daisuke Gōri
- Videl, Pan: Yūko Minaguchi
- Dabra: Ryūzaburō Ōtomo
- Buu, Ghurd, Totappo: Kōzō Shioya
- Król Vegeta, Bora (odcinek 13), Moai: Banjō Ginga
- Lao Chu, Gozu, Tard, Olivu, King Cold (Odcinek 195): Masaharu Satō
- Sharpner, Dende (Końcówka Zetki): Hiro Yūki
- Erasa, Uub: Megumi Urawa
- Spopovitch, Migoren, Bora (Odcinek 285): Hisao Egawa
- Muuri, Dziadek Gohan (TV Special 1): Kinpei Azusa

## Wersja polska
Od maja do grudnia 2000, w Polsce wyemitowano wszystkie odcinki serialu z francuskim dubbingiem i polskim lektorem na kanale RTL7, dostarczone przez francuską firmę AB Groupe (dystrybutora serii na Polskę i Europę). Do grudnia 2002 roku, emitowano serię ponownie na kanale RTL7 i TVN7. Lektorem był Marek Robaczewski (jako Zbigniew Dobrzański i Zbigniew Raciborski).

### Filmy kinowe z polskim lektorem
Filmy 1–3 wydano na VHS przez Planet Manga z francuskim dubbingiem i polskim lektorem w 2001 - Dragon Ball Z: Martwa Strefa, Dragon Ball Z: Najsilniejszy wojownik na Ziemi oraz Dragon Ball Z: Największy pojedynek na świecie. Lektorem był Marek Robaczewski (jako Zbigniew Raciborski).

### Filmy kinowe z polskim dubbingiem
Filmy 12–13 wydano w kinach z polskim dubbingiem jako jeden film pod tytułem Dragon Ball Z (fr. Dragon Ball Z: Le film) 11 października 2002 a później na VCD, VHS i na DVD. Dystrybutorem wersji kinowej było ITI Cinema na zlecenie AB Groupe a wersji domowej ITI Home Video.
Film 14 pod tytułem Dragon Ball Z: Battle of Gods ma się ukazać 15 marca 2025 roku.

## Inne media powiązane z serią
W 2008 roku powstał odcinek specjalny pt. „Yo! The Return of Son Goku and Friends!!” (jap. Doragon Bōru Ossu! Kaette Kita Son Gokū to Nakama-tachi!!). Następnie został wydany odcinek specjalny mangi „Narodziny Super Saiyana” opowiadająca o walce Bardocka z Chilledem.. Od 5 kwietnia 2009 do 28 czerwca 2015 emitowana była w Japonii odświeżona wersja serii „Dragon Ball Z” pod tytułem „Dragon Ball Kai”. W 2013 roku został wyemitowany film kinowy pt. „Dragon Ball Z : Battle of Gods”. Kontynuacja filmu pt. „Dragon Ball Z: Resurrection ‘F’ „ została wydana w kwietniu 2015 r.

## Odbiór
Według rankingu przeprowadzonego przez opiniotwórczy serwis IGN, Dragon Ball Z znalazł się na 78. miejscu wśród 100 najlepszych telewizyjnych seriali animowanych wszech czasów. W dorocznym cyklu Anime Grand Prix miesięcznika Animage, Dragon Ball Z uplasował się na czwartym miejscu w roku 1990, natomiast w dwóch kolejnych latach zajął miejsca trzecie. W 1994 roku został zaklasyfikowany jako szósty. Recenzenci i redakcja polskojęzycznego serwisu tanuki.pl wystawiła anime ocenę 6/10.